# لورا بروميت
لورا بروميت (من مواليد 17 يناير 1970) هو سياسية من هولندا من حزب اليسار الأخضر وعضو في مجلس النواب منذ عام 2018.
درست بروميت اللغة الهولندية وآدابها وكذلك الدراسات الثقافية في جامعة أمستردام. عملت من بين آخرين كصحفية ومحررة في مجلة ومعلمة وخبيرة بيئية ومخرجة أفلام وثائقية ومستشارة.
كانت مستشارة ثم عضوة مجلس النواب عن ووترلاند قبل أن تصبح عضوًا في البرلمان في 2018.
لورا بروميت هي ابنة صانع البرامج فرانس بروميت. هي من أصل يهودي جزئيًا (كان جدها يهوديًا). من عام 1996 حتى عام 2009 كانت مديرة تنفيذية في بروميت وبناته.